# Degeeriella discocephalus
Degeeriella discocephalus är en insektsart som först beskrevs av Hermann Burmeister 1838.  Degeeriella discocephalus ingår i släktet strållöss, och familjen fjäderlöss. Arten är reproducerande i Sverige.